# ブラウアー・ファウラーの定理
数学の有限群論において、Brauer & Fowler (1955)によって証明されたブラウアー・ファウラーの定理は、有限群 G の位数が偶数 g  > 2 のとき、位数が g1/3 よりも大きい真部分群が存在することを述べている。証明の手法は、G 内の対合（位数 2 の元）を数えることである。おそらくより重要なのは、著者らが対合の同じ数え上げから導出した別の結果、すなわち同型を除いて、対合の中心化群が与えられた有限単純群は有限個しかないということである。これは、対合の中心化群を研究することで有限単純群を分類できることを示唆し、いくつかの散在群の発見につながった。後に、これは有限単純群の分類の動機の一部となった。